# Гамильтон, Карл Дидрик
Карл Дидрик Гамильтон (швед. Carl Didrik Hamilton; 11 июля 1766 — 1 июля 1848) — шведский фрайгерр, фидеикомисс и чиновник из рода Шведские Гамильтоны.

## Биография
Карл Дидрик Гамильтон родился 11 июля 1766 года в семье губернатора Йёнчёпинга Фредерика Ульрика Гамильтона и Гедвиги Марии Таубе. Он является отцом Хуго Гамильтона.
В 1782 году Карл стал подполковником, в 1794 году адъютантом и подполковником при короле Густаве III, с 1796 по 1801 губернатором лена Эребру и с 1810 по 1815 начальником штаба. Он владел замком Бу и написал мемуары, которые опубликовал Карл Фредерик Риддерстад.
24 мая 1796 года карл женился на своей двоюродной сестре Анне Чатарине Адельхейм, дочери придворного лейтенанта Эрика Адольфа Адельхейма.